# Kutriguri

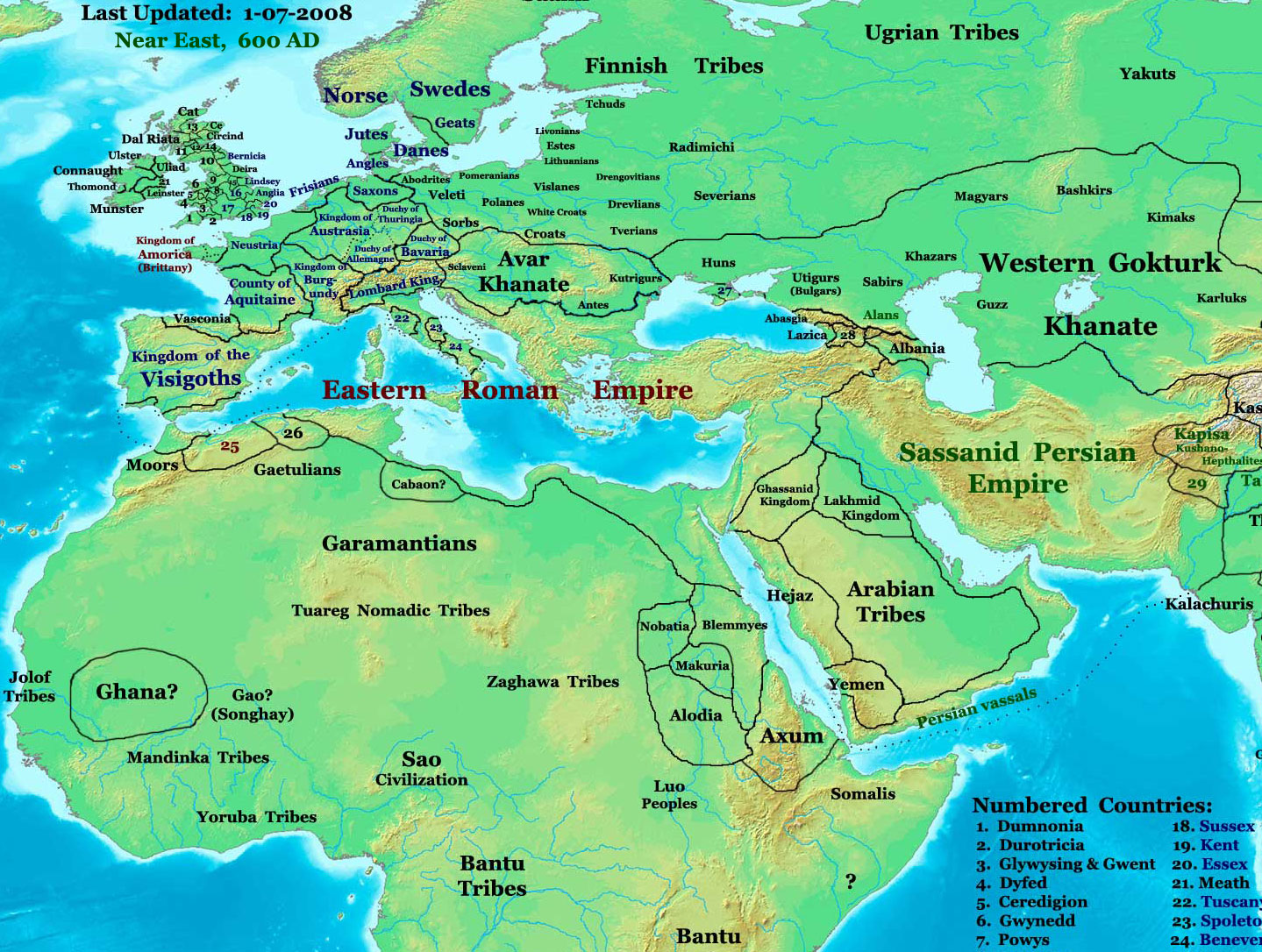
Emisfero orientale intorno all'anno 600

I Kutriguri furono un popolo di cavalieri nomadi  che fiorì nella steppa pontico-caspica nel VI secolo.

## Etimologia
Il nome Kutriguri, spesso indicato anche come Kwrtrgr, Κουτρίγουροι, Κουτούργουροι, Κοτρίγουροι, Κοτρίγοροι, Κουτρίγοροι, Κοτράγηροι, Κουτράγουροι, Κοτριαγήροι, è generalmente considerato una metatesi del turco *Toqur-Oğur, così che *Quturoğur significa "nove Oğur (tribù)". David Marshall Lang lo fa derivare da kötrügür (cospicuo, eminente, rinomato). Ci sono poche fonti che sostengono la teoria che collega Kutriguri e Utiguri a popoli come Guti/Quti e/o Udi/Uti, o ad antichi popoli dell'Asia del sud e del Caucaso, come sostenuto da Osman Karatay, o ancora Duč'i (alcuni leggono Kuchi) Bulgari secondo Josef Markwart.

## Storia
Procopio di Cesarea racconta che "in tempi antichi molti Unni, chiamati allora Cimmeri, abitavano le terre che ho già menzionato (le terre a nord del mar Nero) . Essi avevano un unico re. Uno dei loro re aveva due figli: uno chiamato Utigur e un altro Kutrigur. Dopo la morte del padre condivisero il potere e diedero i loro nomi ai popoli soggetti, in modo che anche al giorno d'oggi alcuni di essi sono chiamati Utiguri e gli altri Kutriguri". Occuparono la steppa fra il Don e il mare di Azov, i Kutriguri ad ovest e gli Utriguri ad est.
Questa storia è confermata anche dalle parole del sovrano utiguro Sandilch, "non è né giusto né dignitoso sterminare le nostre tribù (Kutriguri), che non solo parlano una lingua, identica alla nostra, ma sono nostri vicini e hanno gli stessi nostri costumi e modi di vivere, e sono anche nostri parenti, anche se sottoposti ad altri signori".
La traduzione siriaca della Storia Ecclesiastica (c. 555) dello Pseudo-Zaccaria Scolastico cita la presenza di tredici tribù nell'Eurasia occidentale, wngwr (Onoğuri), wgr (Oğur), sbr (Sabiri), bwrgr (Burğar=Bulğar), kwrtrgr (Kutriğuri), br (Abar/Avard), ksr (sconosciuti, Kasar/Kasir/Akatzir), srwrgwr (Sarurgur=Sararguri), dyrmr (sconosciuti, Dirmar=Ιτίγαροι), b'grsyq (Bagrasir=Barsili), kwls (sconosciuti, Xwâlis), bdl (Abdel) e ftlyt (Eftaliti). Essi sono descritti con frasi tipiche riservate ai nomadi nella letteratura etnografica del periodo, come persone che "vivono in tende, si nutrono di carne di animali, pesci e animali selvatici e si guadagnano da vivere con le loro armi (col saccheggio o offrendosi come mercenari)".
Agazia (c. 579–582) scrisse:
(Agazia)
Nel 551, un esercito di Kutriguri di 12 000 uomini, con a capo diversi comandanti, compreso Chinialon, giunse "dall'occidente del mar d'Azov" per aiutare i Gepidi nella loro guerra contro i Longobardi. In seguito, assieme ai Gepidi, saccheggiarono le terre bizantine. Tuttavia, l'imperatore Giustiniano I (527-565), con la persuasione diplomatica e la corruzione, trascinò i Kutriguri e gli Utiguri a farsi la guerra tra di loro. Gli Utiguri , comandati da Sandilch, attaccarono i Kutriguri che subirono gravi perdite.
I Kutriguri stipularono un trattato di pace con l'Impero, e 2000 Kutriguri, con mogli e bambini, al comando di Sinnion, entrarono al servizio imperiale in Tracia. Il buon trattamento dei Kutriguri non venne accettato amichevolmente da Sandilch. Nell'inverno del 558, il rimanente dei Kutriguri, guidato da Zabergan, attraversò il Danubio ghiacciato, diviso in tre sezioni: una si spinse a sud a razziare fino alle Termopili, mentre altre due assaltarono la penisola di Gallipoli e la periferia di Costantinopoli. Nel marzo 559 Zabergan attaccò Costantinopoli e una parte delle sue forze era costituita da 7 000 cavalieri. Il percorso di una così grande distanza in un breve lasso di tempo mostra che si trattava di guerrieri a cavallo, e rispetto all'esercito di Chinialon, i predoni di Zabergan erano già accampati vicino alle sponde del Danubio.
Una minaccia per la stabilità dell'impero bizantino, secondo Procopio, Agazia e Menandro Protettore, i Kutriguri e gli Utiguri si decimarono a vicenda. Alcuni resti dei Kutriguri vennero spazzati via dagli Avari verso la Pannonia (il khagan Avaro Baian, nel 568, obbligò 10 000 cosiddetti Kutriguri Unni ad attraversare la Sava.), mentre successivamente Κοτζαγηροί (Kotzagiroi, forse Kutriguri), Ταρνιάχ (Tarnzach) e Ζαβενδὲρ (Zabender) si rifugiarono presso gli Avari fuggendo dai Göktürk. Gli Utiguri rimasero nelle steppe pontiche e caddero sotto la dominazione turca.